# Al-Mustányid
Al-Mustányid (en árabe: يوسف المستنجد بالله yūsuf al-mustanŷid bi-llāh) (1124-20 de diciembre de 1170) fue el califa abasí en Bagdad de 1160 a 1170. Era el hijo del anterior califa Al-Muqtafi II. 
Alrededor de este tiempo, la dinastía fatimí fue finalmente extinguida, habiendo durado 260 años. Su vencedor, Saladino, aunque él mismo un musulmán ortodoxo, en un principio no proclamó la fe suní en medio de un pueblo todavía dedicado a los principios y prácticas de la secta chií. Pero pronto se encontró en condiciones de hacerlo, y por lo tanto la supremacía espiritual de los abasíes se impuso de nuevo, no sólo en Siria, sino en todo Egipto y todas sus dependencias.
.